# Alfredo Guisado
Alfredo Pedro Guisado (Lisboa, 30 de Outubro de 1891 - 2 de Dezembro de 1975) foi um poeta, deputado, político e jornalista português. Colaborou na edição n.º 1 da revista Orpheu, sendo considerado o mais injustamente esquecido poeta de Orpheu.

## Biografia
Alfredo Pedro Guisado, poeta de ascendência galega, nascido a 30 de Outubro de 1891, na praça D. Pedro IV, número 108, em Lisboa, filho de Benita Abril Gonzalez e de António Venâncio Guisado, naturais de Pias, aldeia do município de Ponteareas, província de Pontevedra, Espanha. Seus pais, proprietários do restaurante Irmãos Unidos no Rossio, local de reunião do grupo do Orpheu, onde funcionou com hotel até 1930, nos andares do mesmo prédio, e onde existia também uma famosa adega com entrada na Praça da Figueira. Neto de Josefa Toucedo Pérez e de Domingo António Guisado Carrera, pela parte paterna, e de Rita Gonzalez Meneses e Florêncio Abril, pela parte materna, todos naturais da já referida aldeia de Pias.
Colaborou no primeiro número da revista Orpheu com um conjunto de Treze Sonetos, que mais tarde incluirá no livro Ânfora, juntamente com Fernando Pessoa, Armando Cortes Rodrigues, José Pacheco, Luís Montalvor, Mário Sá Carneiro, José de Almada Negreiros, António Ferro, Ronald de Carvalho e Eduardo Guimarães. Em Junho de 1915, afastou-se do grupo, juntamente com António Ferro, por divergências políticas.
Estudou no Liceu do Carmo e formou-se, em 1921 na Faculdade de Direito da Universidade de Lisboa.
No ano de 1921, casou-se com Maria Guilhermina Ferreira, com a qual teve dois filhos: Alfredo António Ferreira Guisado e Palmira Ferreira Guisado.

Em 1922 entrou para a Associação dos Arqueólogos Portugueses. 

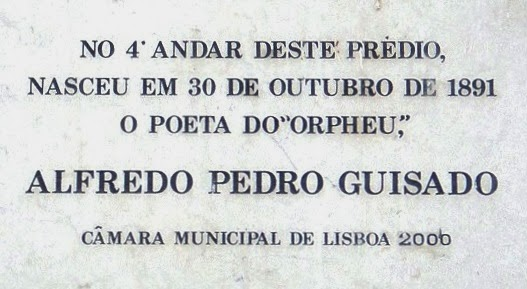
Placa evocativa do nascimento de Alfredo Pedro Guisado, Praça D. Pedro IV, nº108, Rossio-Lisboa

Foi militante do Partido Republicano Português, desempenhou vários cargos político-administrativos, entre os quais o de governador civil de Lisboa, Presidente do concelho geral das juntas de freguesia de Lisboa, Vice Presidente da Câmara Municipal de Lisboa com o pelouro dos jardins, parques e cemitérios (responsável pela atribuição do nome de alguns poetas a algumas ruas da cidade, pelo forno crematório do cemitério do Alto de São João, pela colocação da estátua do poeta Chiado no largo com o mesmo nome, etc.). Participou na reforma do código administrativo de 1922 e foi o mais novo deputado da Assembleia da República à época.
Colaborou em jornais e revistas como: Debate, El Tea (jornal agrarista galego, da região de Ponteareas, dirigido pelo seu amigo Amado Garra, onde escrevia assinando como Alfredo Pedro Guisado, Alfredo Guisado, Alfredo Abril, Refaldo Brila), A Galera, Exílio (revista da qual foi fundador juntamente com António Ferro e Armando Cortes-Rodrigues), Alma Nova (colaborou na segunda série 1915-1918), Centauro, Portugal Futurista, Riso d'a Vitória (onde escrevia com o pseudónimo de Alfredo Abril, 1919-1920), Atlântida (1915-1920), Sudoeste  (1935), O Século, A Águia, Diário de Lisboa e A República (jornal do qual foi Director adjunto, Presidente do concelho fiscal da editorial República e mantinha várias secções, entre as mais conhecidas O Papel Químico e Arcas Encoiradas, onde escrevia artigos satírico contra o regime Salazarista, assinando com o pseudónimo de João da Lobeira e Domingos Dias Santos.
Na Galiza, na região de Ponteareas e Mondariz, foi considerado um agente difusor do Nacionalismo e Agrarismo Galego, desempenhou cargos como: Presidente da Associação de Agricultores de Pias, Presidente do Partido Judicial dos Agricultores de Ponteareas, Presidente da Assembleia General de la Unión Agrária de Galicia e foi um dos responsáveis da tentativa da fundação do Banco Galicia-Portugal.
Membro da Sociedade de Geografia e da Associação de Socorros Mútuos dos Empregados do Comércio, foi também Presidente da Assembleia Geral da Sociedade Portuguesa de Autores, Presidente da Voz do Operário e Presidente do Centro Escolar Republicano António Botto Machado.
Estreou-se como poeta publicando um volume de versos intitulado Rimas da Noite e da Tristeza, em 1913. Nada fazia prever que o autor dessas rimas, de sentido anedótico e ingénua concepção, viesse a adoptar, em pouco tempo, um estilo perfeitamente antagónico do aquele que caracterizou os versos da sua estreia.

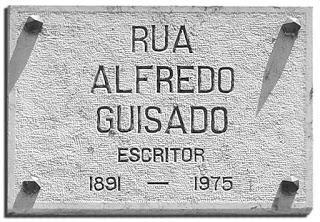
Placa da Rua Alfredo Guisado, Benfica-Lisboa

Retrato de Fernando Pessoa, José de Almada Negreiros, Restaurante Irmãos Unidos, 1954

Retrato de Fernando Pessoa, José de Almada Negreiros, Fundação Calouste Gulbenkian, 1964

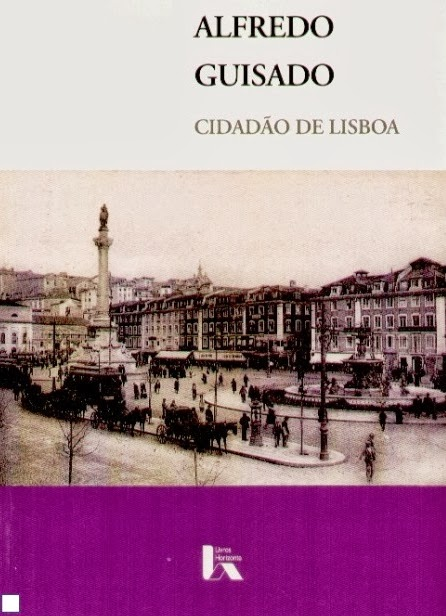
Alfredo Pedro Guisado, Cidadão de Lisboa

Alfredo Guisado também escreveu poesia usando o pseudónimo de Pedro de Meneses. No entanto, Pedro de Meneses, apesar de se assemelhar a Fernando Pessoa na tentativa de duplicação da personalidade, seguia de perto a imagética e o estilo Sá Carneiro, adoptando-lhe, inclusivamente, o vocabulário, as imagens, os giros estilísticos, a misteriosa e secreta maiusculação das palavras chaves (tal como Mim, Forma, entre outras), os verbos intransitivos com complemento e a formação de palavras compostas. Pedro de Meneses exprime, com aplicação, um aspecto metódico do modernismo e, quando mais tarde volta a recuperar o seu nome verdadeiro, encontra-se de novo voltado para o velho saudosismo.
Alfredo Pedro Guisado foi um poeta heráldico que cultivava uma imagem luxuosa e aristocrática. Faleceu em Lisboa que lhe dedicou o nome de uma das suas ruas em Benfica.

## Quadro de Fernando Pessoa por José de Almada Negreiros
Em 1954, o irmão de Alfredo Pedro Guisado, António Guilherme Guisado, dono do restaurante Irmãos Unidos, sítio no número 108 da praça D. Pedro IV - Rossio-Lisboa, local de reunião do grupo Orpheu e sítio que serviu de escritório do grupo, encomendou a José de Almada Negreiros um quadro com a representação de Fernando Pessoa (expoente máximo do modernismo e do Orpheu), para expor no seu estabelecimento, onde seria colocado ao lado de uma placa comemorativa da fundação do grupo Orpheu (placa doada em 1970, por António Guilherme Guisado, à Câmara Municipal de Lisboa). Em 14 de Janeiro de 1970 o quadro foi vendido ao antiquário Joaquim Mitnitzky, no leilão dos Irmãos Unidos, por 1300 contos, um valor de venda invulgarmente alto para a época, tendo sido durante vários anos o quadro português de um autor vivo com o valor de venda mais alto. O banqueiro Jorge de Brito, que ainda em 1970 comprou a pintura a Mitnitzky no Salão de Antiguidades, doou-o anos mais tarde à Câmara Municipal de Lisboa, e actualmente pode ser visto na Casa Fernando Pessoa.
Em 1964, Almada Negreiros realizou uma cópia deste quadro, uma simetria do primeiro, que foi encomendado pela Fundação Calouste Gulbenkian.
Ambos os quadros representam Fernando Pessoa sentado num restaurante (discutido muitas vezes qual restaurante é, existindo como hipóteses: Irmãos Unidos, Martinho da Arcada e Brasileira) com o número dois de Orpheu sobre a mesa. Pessoa é descrito como sendo um homem frágil, de olhar míope, como ausente, dobrado a escrever, os pés cruzados, tal e qual a figura do arlequim. O quadro é uma pintura sem sensualidade e uma imagem sem sentimentalismo, traduzindo uma visão em profundidade, introspectivo, mas discretamente detida numa superficialidade aparente". O quadro é das maiores representações do Cubismo Português.

## Obras publicadas

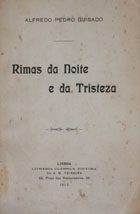
Rimas da Noite e da Tristeza, Alfredo Pedro Guisado

- 1913 - Rimas da Noite e da Tristeza, Alfredo Pedro GuisadoDistância, Alfredo Pedro Guisado

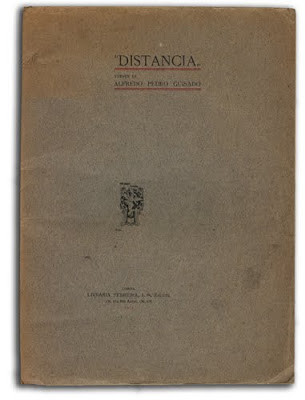
Distância, Alfredo Pedro Guisado

- 1914 - Distância, Alfredo Pedro Guisado
- 1915 - Elogio da Paisagem, Pedro de Meneses
- 1916 - As Treze Baladas das Mãos Frias, Pedro de Meneses
- 1917 - Mais Alto, Pedro de Meneses
- 1918 - Ânfora, Pedro de Meneses
- 1920 - A Lenda do Rei Boneco, Pedro de Meneses
- 1921 - Xente d'aldea (em galego), Alfredo Pedro Guisado/Pedro de Meneses
- 1927 - As Cinco Chagas de Cristo, Alfredo Pedro Guisado/Pedro de Meneses
- 1969 - Tempo de Orpheu, Alfredo Pedro Guisado
- 1974 - A Pastora e o Lobo e outras histórias. Contos para as crianças, Alfredo Pedro Guisado

## Obras com referência a Alfredo Pedro Guisado
Tempo de Orpheu
Tempo de Orpheu II